# فرانكو أوديلا
فرانكو أوديلا (بالإيطالية: Franco Udella)‏ (مواليد 25 فبراير 1947) هو ملاكم إيطالي، مثّل بلاده في الألعاب الأولمبية الصيفية 1968.

## روابط خارجية
فرانكو أوديلا على موقع بوكس ريك (الإنجليزية) (registration required)
- فرانكو أوديلا على موقع أوليمبيديا (الإنجليزية)